# Charles Chanson
Charles-Marie-Ferréol Chanson (* 18. Februar 1902 in Nizza; † 31. Juli 1951 in Vĩnh Long, Indochina) war ein französischer Général de brigade im Indochinakrieg.

## Leben

### Karrierebeginn als Artillerist
Charles Chanson stammte aus einer traditionsreichen Militärfamilie; sein Vater war General der Artillerietruppe. Er strebte ebenfalls diese Karriere an: Auf den Besuch der École polytechnique von 1922 bis 1924 folgte eine Ausbildung an der Artillerieschule in Fontainebleau, die Chanson 1926 abschloss. Nach einer kurzen Dienstzeit beim 3. und 8. Artillerieregiment wurde er Ende 1927 zum 64. Artillerieregiment nach Französisch-Marokko versetzt und war hier in den folgenden Jahren an der Unterdrückung lokaler Unruhen beteiligt. Mitte 1932 wechselte er zum 67. Artillerieregiment in Constantine in Algerien.

### Stabsoffizier im Zweiten Weltkrieg
Nach Verwaltungsposten am Truppenübungsplatz Mailly-le-Camp 1935, im Artilleriebüro des Kriegsministeriums und an der École polytechnique besuchte er 1939 die École supérieure de guerre und qualifizierte sich somit als Generalstabsoffizier. 
Nach Ausbruch des Zweiten Weltkriegs diente er in verschiedenen Stabsabteilungen, unter anderem bei der 6. Armee. Für seine Leistungen während der vergeblichen Abwehr des Westfeldzuges wurde er nach der Niederlage Frankreichs mit der Aufnahme in die Ehrenlegion ausgezeichnet. Nach einem Aufenthalt in Marseille wurde er Anfang 1941 von den Vichy-Behörden nach Algier versetzt, wo er unter Darlan und Juin verschiedene Stabsaufgaben wahrnahm. Als am 8. November 1942 alliierte Truppen die Stadt im Rahmen der Operation Torch eroberten, kämpfte Chanson auf Vichy-Seite. Da die Vichy-Verwaltung in Nordafrika unter den Alliierten zunächst weiterbestehen blieb, behielt auch Chanson seine Position in Algier. 1944 wechselte er als Militärattaché nach Großbritannien und gelangte schließlich als Verbindungsoffizier zum alliierten Hauptquartier in Versailles, wo er sich mit Fragen der französischen Wiederbewaffnung befasste.

### Befehlshaber in Indochina
Im Oktober 1945 erhielt Chanson, inzwischen im Rang eines Colonel, den Befehl über die Artillerieabteilung der neu aufgestellten 3. Kolonial-Infanterie-Division unter General Nyo. Im Februar 1946 wurden die Truppen in Marseille mit Ziel Französisch-Indochina eingeschifft. Dort hatten im August des Vorjahres die Việt Minh unter Hồ Chí Minh die Unabhängigkeit der Demokratischen Republik Vietnam ausgerufen; die französische Regierung bemühte sich nun um eine schnelle Unterdrückung der Unabhängigkeitsbewegung und entsandte daher ein Expeditionskorps.
In Vietnam angekommen amtierte Chanson zunächst ab März 1946 als Stadtkommandant von Saïgon-Cholon, bevor er die Verantwortung über den problematischen Secteur des Vaïcos im kambodschanischen Grenzgebiet übernahm. Für seine erfolgreiche Bekämpfung der Việt-Minh-Truppen in der Region erhielt er im April 1947 eine Beförderung in der Ehrenlegion. Seit Februar 1947 diente Chanson als Regionalbefehlshaber von Zentral-Cochinchina; im September 1947 wurde er zum Général de brigade befördert und im folgenden Dezember zum Stellvertreter des Befehlshabers des südlichen Vietnams ernannt. Im gleichen Monat zerschlugen Truppen unter seinem Kommando einen Việt-Minh-Verband bei Mỹ Tho. 
Im April 1948 wurde Chanson schließlich zum Befehlshaber des nördlichen Vietnams ernannt. Anders als im Süden, wo sich die Aktionen der Việt Minh auf Guerillataktiken beschränkten, herrschte in Tonkin seit November 1946 offener Krieg mit regulären Kampfverbänden. Unter Chansons Kommando gelang es, die Việt Minh bis ins chinesische Grenzgebiet zurückzudrängen. Im September 1948 endete Chansons erste Dienstzeit in Indochina. Von Februar bis November 1949 leitete er die Artillerieschule in Idar-Oberstein in der französischen Besatzungszone.
Im November 1949 kehrte Chanson nach Indochina zurück und löste General Boyer de Latour als Befehlshaber des südlichen Vietnams ab, gleichzeitig übernahm er als Kommissar der Französischen Republik in Cochinchina auch die Leitung der Zivilverwaltung. Innerhalb des nächsten Jahres ging er energisch gegen die südlichen Việt Minh unter Nguyễn Bình vor und fügte diesen eine Reihe schwerer Niederlagen zu. Bis Frühjahr 1951 schienen die Franzosen die Kriegssituation in Cochinchina weitestgehend unter Kontrolle gebracht zu haben; auch die Zahl der Anschläge war deutlich zurückgegangen. Im Mai 1951 wurde er für seine Aktionen zur Befriedung des Landes zum Kommandeur der Ehrenlegion befördert.
Am 31. Juli 1951 fiel Chanson, gemeinsam mit Thái Lập Thành, dem Gouverneur von Südvietnam der profranzösischen vietnamesischen Regierung, während einer Inspektionstour in der Stadt Sa Đéc im Mekongdelta einem Selbstmordattentat zum Opfer: Ein junger Vietnamese, der entweder den Việt Minh, den religiösen Cao-Đài-Milizen oder der rechtsnationalistischen Đại-Việt-Partei angehörte, sprengte sich unmittelbar neben den beiden mit einer Granate in die Luft. Chanson wurde noch schwer verletzt ins nahegelegene Militärkrankenhaus Vĩnh Long gebracht, wo er im Alter von 49 Jahren starb. Es handelte sich bei dem Anschlag um das erste mit Sprengstoff ausgeführte Selbstmordattentat in einem Kriegsgebiet. Chanson stellt auch das ranghöchste Opfer des Krieges dar. Er wurde auf dem Europäischen Friedhof in Saigon begraben. Die Identität und Zugehörigkeit des Attentäters konnte nicht eindeutig geklärt werden, zunächst ging man vom 25-jährigen Kommunisten Trịnh Văn Minh (oder Trần Văn Minh) aus, wahrscheinlicher ist aber der 18-jährige Phan Văn Út, der wohl im Auftrag des Cao-Đài-Separatisten Trình Minh Thế handelte. Die französisch-vietnamesischen Behörden verhafteten am Tag nach dem Attentat vierzig mutmaßlich Beteiligte, zudem wurde die paramilitärische Jugend-Miliz der Đại-Việt-Partei (Thanh niên Bảo quốc Đoàn) verboten. Oberbefehlshaber Lattre de Tassigny machte hingegen den Việt-Minh-General Nguyễn Bình persönlich verantwortlich und beauftragte seinen Sicherheitschef Pierre Perrier, diesen „aufzuspüren und zu bestrafen“. Im folgenden Oktober fiel mit dem französischen Kommissar in Kambodscha, Jean de Raymond, ein weiterer ranghoher Würdenträger einem Attentat zum Opfer.
Außer den Kommandeursrang der Ehrenlegion trug Brigadegeneral Chanson auch das Croix de guerre 1939–1945 (mit zwei Nennungen), das Croix de guerre des Théâtres d’Opérations Extérieurs (mit neun Nennungen), die Médaille de la Résistance, das Croix du Combattant, die Médaille coloniale mit den Spangen Maroc, Sahara und Extrême-Orient, den marokkanischen Orden Ouissam Alaouite (in der Stufe Kommandeur), die amerikanische Legion of Merit (Offizier), den vietnamesischen Orden des Drachen von Annam (Offizier), den Königlichen Orden von Kambodscha (Kommandeur) sowie den laotischen Orden der Million Elefanten und des weißen Schirms (Großoffizier).
Pierre Guillet veröffentlichte 1992 die Biografie Pour l'honneur: Le général Chanson en Indochine, 1946–1951.